# Isochromodes carbina
Isochromodes carbina là một loài bướm đêm trong họ Geometridae.